# Loboptera angulata
Loboptera angulata är en kackerlacksart som beskrevs av Lucien Chopard 1943. Loboptera angulata ingår i släktet Loboptera och familjen småkackerlackor.
Artens utbredningsområde är Marocko. Inga underarter finns listade i Catalogue of Life.